# Bishop (ISS-Modul)

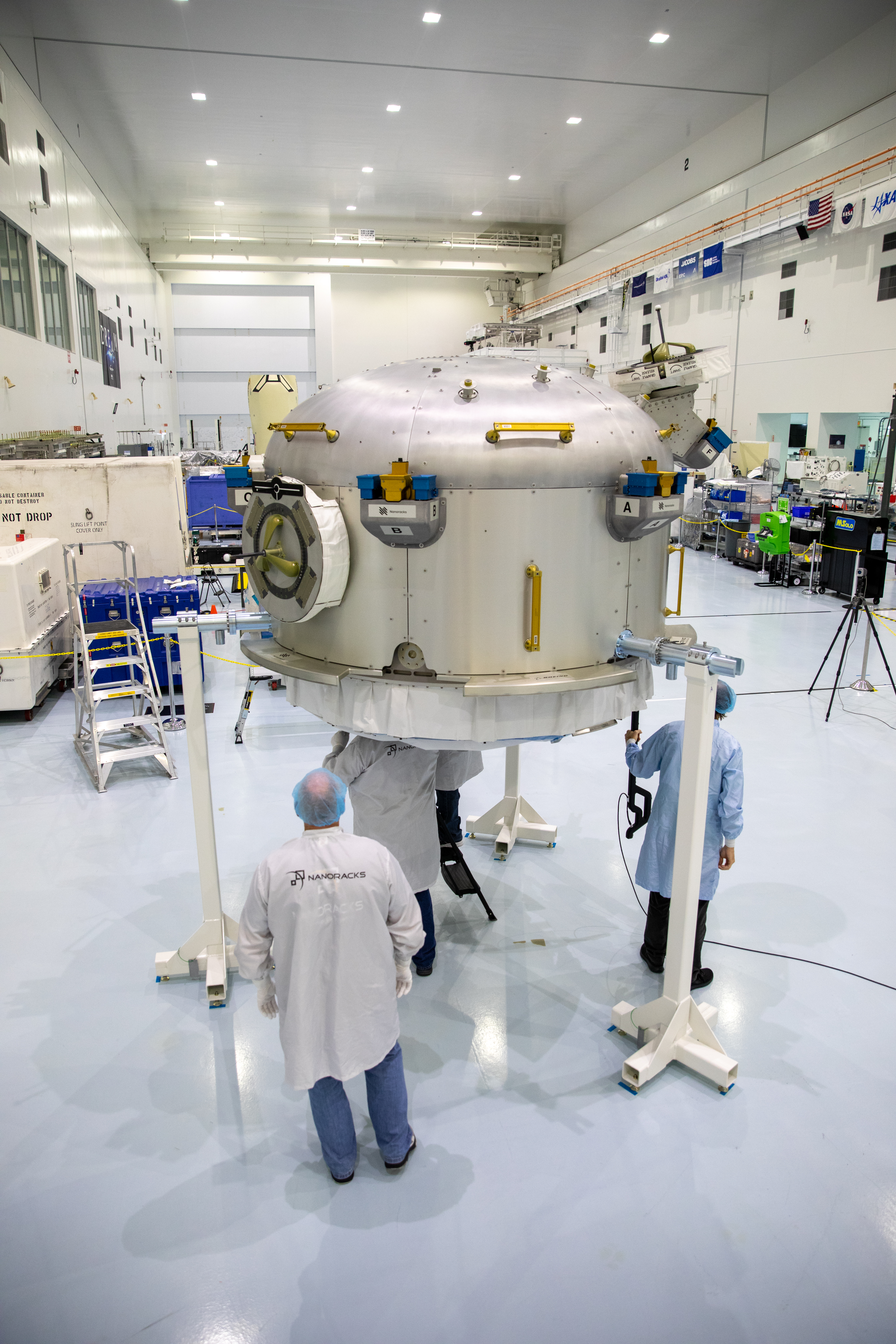
Bishop

Bishop ist eine kommerziell finanzierte Druckschleuse, die im Dezember 2020 mit der SpaceX/NASA-Mission CRS-21 zur Internationalen Raumstation gebracht und dort am Tranquility-Modul montiert wurde. Bishop wiegt 1090 kg und wurde von NanoRacks, Boeing und Thales Alenia Space gebaut. Das Modul soll zum Aussetzen von Cubesats und anderen Kleinsatelliten verwendet werden.[veraltet]